# Юрсово
Ю́рсово (рос. Юрсово) — село у складі Земетчинського району Пензенської області, Росія.
Населення — 257 осіб (2010; 311 у 2002).
Національний склад станом на 2002 рік:
- росіяни — 98 %